# Heinz Liefers
Heinz Liefers (* 3. Februar 1909; † 1985 in Erfurt) war ein deutscher Schauspieler und Regisseur.

## Leben
Heinz Liefers erhielt eine Schauspielausbildung in Berlin. Nach Engagements an mehreren Theatern war er von 1937 bis 1941 am Stadttheater Döbeln als Theaterschauspieler engagiert. Dort trat er hauptsächlich in Lustspielen, musikalischen Komödien und Burlesken auf, u. a. in der Spielzeit 1938/39 in dem Lustspiel Hochzeitsreise ohne Mann von Leo Lenz. Ab der Spielzeit 1941/42 war er bis 1944, bis zur kriegsbedingten Schließung aller Theater, als Schauspieler im Rollenfach „1. Held und Liebhaber“ und als Regisseur am Stadttheater Komotau verpflichtet.
Nach dem Zweiten Weltkrieg folgten Engagements am Stadttheater Wittenberg, am Theater Eisleben (u. a. die Titelrolle in dem Schauspiel Thomas Müntzer von Horst Ulrich Wendler) und am Theater Stralsund. Über 10 Jahre war er festes Ensemblemitglied am Theater Erfurt. Dort spielte er u. a. in der Spielzeit 1963/64 den Banquo in Macbeth, neben Dieter Wien in der Titelrolle.  
Nach eigenen Angaben wirkte Liefers bereits vor 1945 beim Film; Filmrollen sind jedoch nicht nachweisbar. Später übernahm er bei der DEFA einige kleine Filmrollen, u. a. in Ernst Thälmann – Sohn seiner Klasse (1954), Ernst Thälmann – Führer seiner Klasse (1955), in dem Kriminalfilm Flucht ins Schweigen (1966) und in dem Filmdrama Das Tal der sieben Monde. 1959/1960 entstanden für das Fernsehen der DDR Fernsehspiele und Theateraufzeichnungen mit dem Erfurter Theaterensemble. So verkörperte Heinz Liefers u. a. in dem Fernsehspiel Auf der Durchreise (1960) die Rolle des Ortsbauernführers Kracklow.
Er ist der Vater von Karlheinz Liefers und Großvater von Jan Josef Liefers.

## Bühnenrollen (Auswahl)
Stadttheater Döbeln
- 1939: Georg La Tour-Albrecht: Zum Weißen Röß’l (Herr Lang) – Regie: Georg La Tour-Albrecht (Uraufführung)
- 1939: Leo Lenz: Hochzeitsreise ohne Mann (Rechtsanwalt Dr. Alfred Bornemann) – Regie: Fritz Neumann

Städtische Bühnen Erfurt
- 1958: Johann Wolfgang von Goethe: Götz von Berlichingen (Franz von Sickingen) – Regie: Eugen Schaub
- 1958: Friedrich Wolf: Matrosen von Cattaro (Franz Rasch) – Regie: Georg Leopold
- 1959: William Shakespeare: Julius Cäsar (Marullus/Titinius) – Regie: Eugen Schaub
- 1959: Hedda Zinner: Auf jeden Fall verdächtig (Oberst Horst Heidemann) – Regie: Eugen Schaub (Uraufführung)
- 1959: William Shakespeare: Was ihr wollt (Malvolio) – Regie: Eugen Schaub
- 1959: Curt Goetz: Ein Abend bei Curt Goetz: Der fliegende Geheimrat (Herr Mors) / Der Hund im Hirn (Johann) – Regie: Eugen Schaub (DEFA-Aufzeichnung)
- 1959: Hans Rehfisch: Oberst Chabert (Delbecq) – Regie: Arno Wolf
- 1959: Friedrich Schiller: Wilhelm Tell (Jörg im Hofe / Fronvogt) – Regie: Eugen Schaub
- 1960: Johannes R. Becher: Winterschlacht (General) – Regie: Eugen Schaub
- 1960: Fritz Kuhn: Kredit bei Nibelungen (David Fisch) – Regie: Arno Wolf
- 1960: Sophokles: Antigone (Kreon, König von Theben) – Regie: Eugen Schaub (auf den Domstufen)
- 1960: Lion Feuchtwanger: Wahn oder Der Teufel von Boston (Pastor Cotton Mather) – Regie: Klaus Krampe
- 1960: Gerhard Fabian: Die Stärkeren (Obersteiger Ehricht) – Regie: Eugen Schaub
- 1961: William Shakespeare: Richard III. (König Eduard IV.) – Regie: Eugen Schaub
- 1961: Jaroslav Zrotal: Was die Kamera nicht gesehen hat (Herr Ventura) – Regie: Robert Pfeiffer
- 1961: Bertolt Brecht: Leben des Galilei (Kardinal Barberini) – Regie: Walter Beck
- 1961: Friedrich Schiller: Die Jungfrau von Orleans (Philipp der Gute) – Regie: Eugen Schaub (auf den Domstufen)
- 1961: Heinrich von Kleist: Der zerbrochene Krug (Gerichtsrat Walter) – Regie: Klaus Martin Boestel
- 1961: Wsewolod Wischnewski: Optimistische Tragödie (Heiserer) – Regie: Walter Niklaus
- 1962: Gerhart Hauptmann: Vor Sonnenuntergang (Justizrat Hanefeldt) – Regie: Walter Niklaus
- 1962: Erwin Strittmatter: Die Holländerbraut (Umsiedler Kalluweit, Neubauer) – Regie: Walter Niklaus
- 1962: Johann Wolfgang von Goethe: Urfaust, Teil 1 (Wagner / Böser Geist) – Regie: Horst Ludwig (auf den Domstufen)
- 1962: Friedrich Schiller: Kabale und Liebe (Präsident von Walter) – Regie: Klaus Martin Boestel
- 1963: Calderon de la Barca: Der Richter von Zalamea (Philipp II., König von Spanien) – Regie: Klaus Martin Boestel
- 1963: Johann Wolfgang von Goethe: Egmont (Silva) – Regie: Horst Ludwig (auf den Domstufen)
- 1963: William Shakespeare: Macbeth (Banquo) – Regie: Walter Niklaus
- 1964: Leo N. Tolstoi: Krieg und Frieden (Alpatytsch, Verwalter) – Regie: Klaus Martin Boestel
- 1964: Günter Hauk / Ewan MacColl: Unternehmen Ölzweig (2. athenischer Soldat) – Regie: Walter Niklaus
- 1964: William Shakespeare: Romeo und Julia (Montague) – Regie: Horst Ludwig (auf den Domstufen)
- 1964: George Bernard Shaw: Pygmalion (Oberst Pickering) – Regie: Klaus Martin Boestel
- 1964: Inge von Wangenheim: Professor Hudebraach (Professor Hudebraach, Kernphysiker) – Regie: Klaus Martin Boestel (Uraufführung)
- 1964: Friedrich Schiller: Die Räuber (Pater) – Regie: Klaus Martin Boestel
- 1965: Christian Collin: Die Geier der Helen Turner (Rechtsanwalt Dr. Cecil Forbes) – Regie: Horst Ludwig (Uraufführung)
- 1965: Viktor Rosow: Unterwegs (Ilja Petrowitsch, Kaderleiter) – Regie: Klaus Martin Boestel
- 1965: Bertolt Brecht: Mutter Courage und ihre Kinder (Feldhauptmann) – Regie: Walter Beck
- 1965: Gotthold Ephraim Lessing: Nathan der Weise (Sultan Saladin) – Regie: Detlev Witte
- 1966: Friedrich Dürrenmatt: Der Besuch der alten Dame (Der dritte Bürger) – Regie: Klaus Martin Boestel
- 1966: Claus Hammel: Um neun an der Achterbahn (Dr. Dingeldey) – Regie: Karl Gassauer
- 1966: Marcel Pagnol: Zum Goldenen Anker (Escartefigue, Kapitän) – Regie: Klaus Martin Boestel
- 1966: Tirso de Molina: Don Gil von den grünen Hosen (Don Pedro de Mendoza) – Regie: Andreas Scheinert
- 1967: Claus Hammel: Ein Yankee an König Artus’ Hof (Galahad) – Regie: Dieter Wardetzky (Uraufführung)
- 1967: Friedrich Schiller: Die Verschwörung des Fiesco zu Genua (Kalkagno, Verschwörer) – Regie: Klaus Martin Boestel
- 1967: Rainer Kirsch: Der Soldat und das Feuerzeug (Spitzel) – Regie: Dieter Wardetzky (Uraufführung)
- 1967: Henrik Ibsen: Hedda Gabler (Gerichtsrat Brack) – Regie: Andreas Scheinert
- 1968: Roger Planchon / Claude Lauchy: Die drei Musketiere (Herr Bonacieux) – Regie: Dieter Wardetzky
- 1968: Ferdinand Bruckner: Simon Bolivar (Monte Verde) – Regie: Andreas Scheinert

## Filmografie (Auswahl)
- 1954: Ernst Thälmann – Sohn seiner Klasse
- 1955: Ernst Thälmann – Führer seiner Klasse
- 1959: Algier 12 Uhr 5 (Fernsehspiel)
- 1960: Auf der Durchreise (Fernsehspiel, Regie: Eugen Schaub)[3]
- 1962: Geheime Front durchbrochen, Teil 2: Unternehmen Oderbruch (Fernsehspiel, Regie: Gerhard Respondek)
- 1966: Flucht ins Schweigen
- 1967: Das Tal der sieben Monde